# 卡莫尼縣
2°00′S 29°54′E / 2.000°S 29.900°E

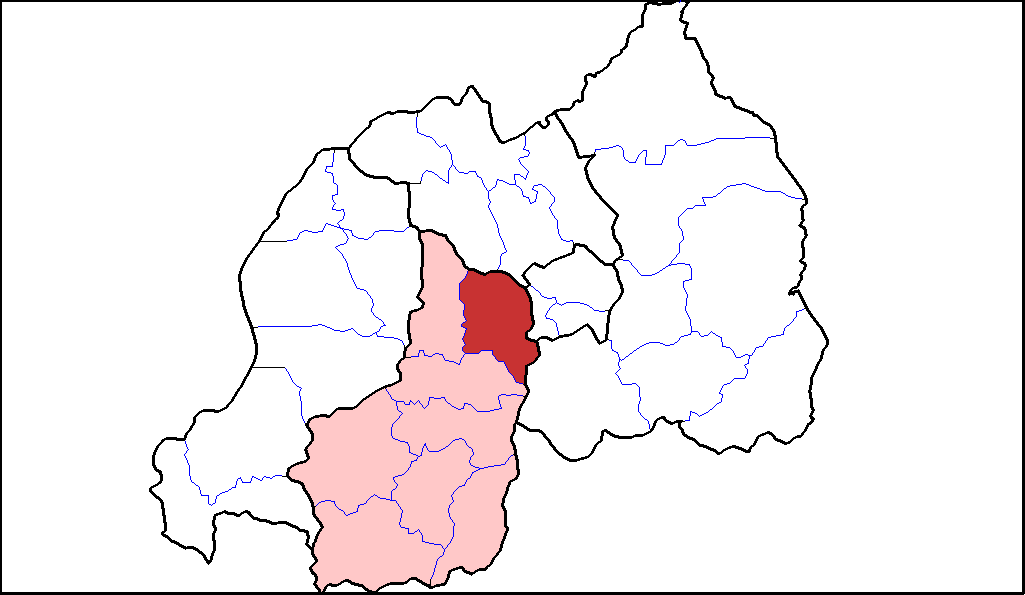

卡莫尼縣（Kamonyi District），是盧旺達的縣份，位於該國南部，由南部省負責管轄，首府設於魯科馬，面積655平方公里，2012年人口340,501，人口密度每平方公里520人。